# Nakamura Kanzaburō XVIII
Nakamura Kanzaburō XVIII (十八代目 中村勘三郎 Jūhachidaime Nakamura Kanzaburō?,  Tokio, 30 de mayo de 1955 - ibídem, 5 de diciembre de 2012), nacido bajo el nombre de Noriaki Namino (波野 哲明 Namino Noriaki?), fue un actor japonés destacado en el kabuki y en otras formas de teatro en vivo, televisión y anuncios publicitarios. Nakamura fue un actor versátil cuyos créditos incluyen farsa, piezas de época y Shin Kabuki.

## Linaje
Nakamura era el decimoctavo en la línea de Nakamura Kanzaburō, con su padre siendo el decimoséptimo. Tanto sus padres como abuelos eran actores kabuki. Tuvo una hermana mayor, la actriz de cine Kuriko Namino. Con su esposa Yoshie tuvo dos hijos, los también actores kabuki Nakamura Kankurō VI y Nakamura Shichinosuke II, quienes además se dedican a actuar en otras áreas.

## Vida y carrera
Hizo su debut bajo el nombre Nakamura Kankurō V en abril de 1959 con el rol de Momotaro. Sus principales roles en el kabuki incluyen Kagami-jishi, Kamiyui Shinza y Yotsuya Kaidan. En la televisión, tuvo el rol de Imagawa Yoshimoto en el drama taiga Takeda Shingen en 1988, como Oishi Kuranosuke en Genroku Ryoran de 1999, como Terumasa Ikeda en Miyamoto Musashi en 2003, y en el especial de TBS Koyoi wa Kankuko. Tomó el nombre de Kanzaburō en un shūmei realizado el 3 de marzo de 2005.
Además de actuar en el kabuki y otras áreas relacionadas, Nakamura ayudó a establecer el Heisei Nakamura-za, un escenario temporal de kabuki erigido para un solo conjunto de representaciones. Nakamura fue quien lo erigió y actuó en él en varias ciudades de Japón, incluyendo en Asakusa (Tokio) y Osaka, así como también en una gira por Estados Unidos en 2004; actuando en Boston, Nueva York y Washington D. C. El Heisei Nakamura-za se presentó nuevamente en Nueva York y Washington en 2007.
En junio de 2011, reveló públicamente que estaba padeciendo de cáncer de esófago y estaba recibiendo tratamiento. El 5 de diciembre de 2012, falleció de un fallo respiratorio agudo, cuatro meses antes de la reapertura del Kabuki-za en Tokio.

## Premios y honores
- 2002 - Golden Arrow Award
- 2004 - Premio Kikuchi Kan
- 2008 - Medalla de honor con galón púrpura
- 2012 - Orden del Sol Naciente (póstumo)